# Шабанов, Филипп Георгиевич
Фили́пп Гео́ргиевич Шаба́нов (род. 29 января 1991, Псков) — российский легкоатлет, специалист по барьерному бегу. Выступает на всероссийском уровне с 2009 года, многократный победитель и призёр чемпионатов России, участник Универсиады в Кванджу. Представляет Москву и Псковскую область. Мастер спорта России.

## Биография
Филипп Шабанов родился 29 января 1991 года в городе Пскове. Рос в семье с богатыми спортивными традициями: дед Константин Семёнович Шабанов выступал в барьерном беге в 1953—1962 годах и затем стал успешным тренером, бабушка Елена Алексеевна Шабанова серьёзно занималась баскетболом и впоследствии перешла в лёгкую атлетику в качестве тренера, отец Георгий Константинович Шабанов — один из сильнейших барьеристов СССР в 1980-х годах и успешный тренер, старший брат Константин — так же титулованный барьерист.
Занимался лёгкой атлетикой во Пскове под руководством деда Константина Семёновича и отца Георгия Константиновича, позднее вместе с отцом и старшим братом переехал на постоянное жительство в Москву.
Впервые заявил о себе на взрослом всероссийском уровне в сезоне 2009 года, когда на чемпионате России по эстафетному бегу в Сочи с командой Москвы одержал победу в эстафете 4 × 110 метров с барьерами.
В 2011 году вновь победил на чемпионате России по эстафетному бегу в Сочи в той же дисциплине.
На чемпионате России 2015 года в Чебоксарах стал бронзовым призёром в 110-метровом барьерном беге. Будучи студентом, представлял страну на Универсиаде в Кванджу.
В 2016 году на другом чемпионате России в Чебоксарах завоевал ещё одну бронзовую награду, уступив только чемпиону мира Сергею Шубенкову и своему брату Константину.
В 2017 году получил серебро в беге на 60 метров с барьерами на зимнем чемпионате России в Москве.
В 2018 году стал серебряным призёром на зимнем чемпионате России в Москве и на летнем чемпионате России в Казани. В Казани установил свой личный рекорд в беге на 110 метров с барьерами — 13,75.
В 2019 году взял бронзу на зимнем чемпионате России в Москве и на летнем чемпионате России в Чебоксарах.
На зимнем чемпионате России 2021 года в Москве финишировал в 60-метровом барьерном беге третьим.